# Петр Брандль (художник)
Петр Ян Брандль (чеськ. Petr Jan Brandl, нім. Peter Johann Brandl — Петер Йоганн Брандль, підписувався як Petrus Brandl; 24 жовтня 1668 — 24 вересня 1735) — чеський живописець періоду пізнього бароко.

## Життєпис
Його мати походила з чеської селянської сім'ї, батько був ковалем. Петр Брандль навчався живопису приблизно в 1683—1688 роках у Крістіана Шредера (1655—1702).
Для творчої манери Брандля характерний густий, широкий мазок (техніка імпасто), використання потужної світлотіні, а також емоційна схвильованість персонажів, динамічна композиція. П. Брандль створював вівтарні образи для церков Богемії. Був відомий також як портретист. Роботи митця зберігаються в музеях та церквах таких міст, як: Прага, Кутна Гора, Градець-Кралове.
Товаришем Брандля був інший відомий чеський художник — Ян Купецький.

## Галерея

Картини художника Петра Брандля
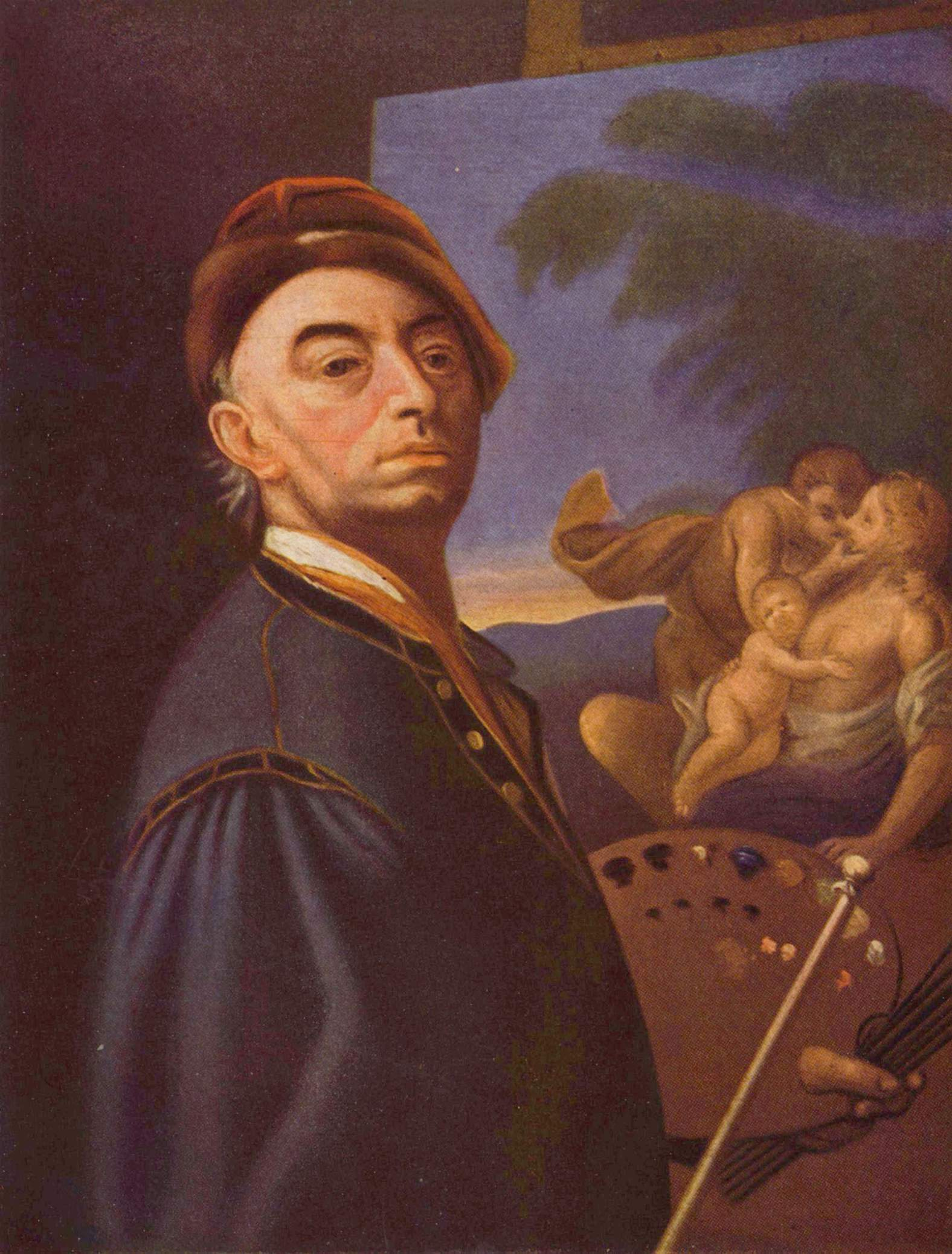
Автопортрет, бл. 1720 року
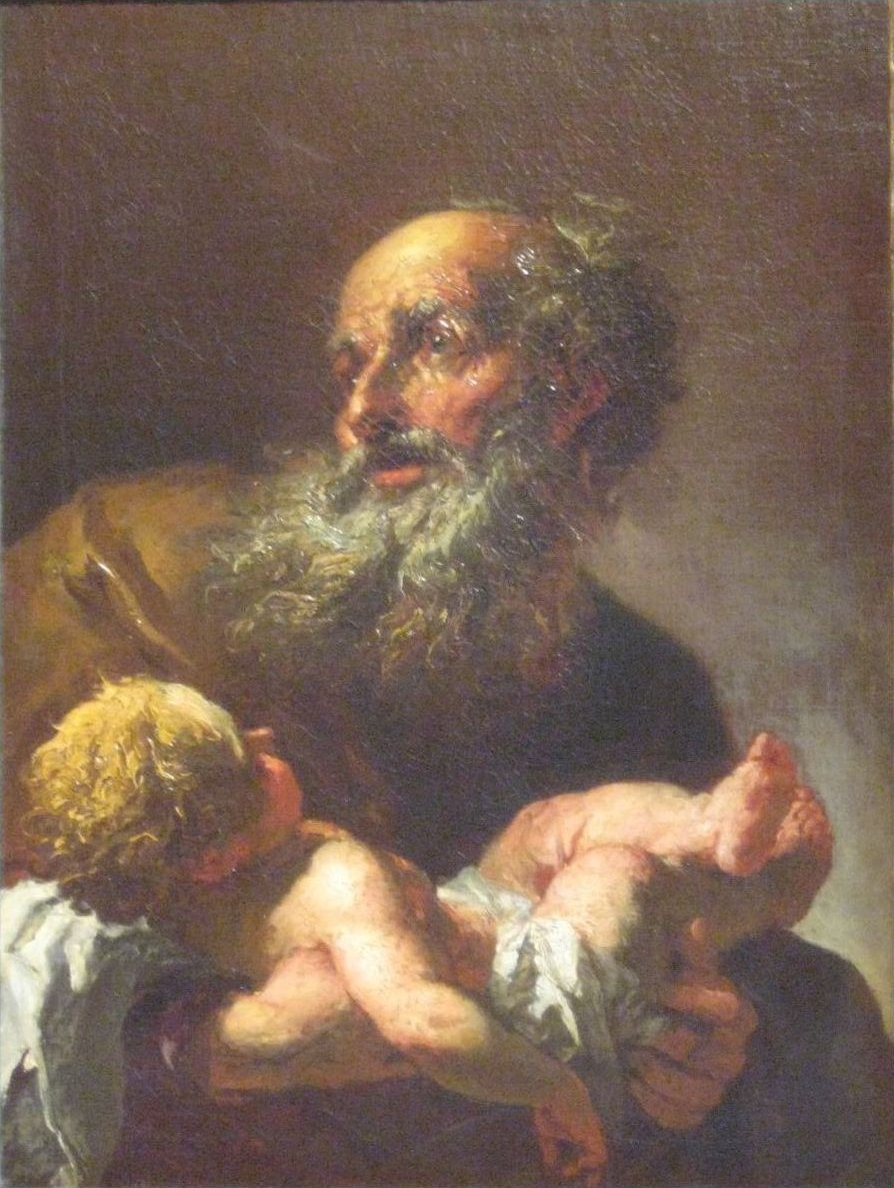
Симеон з немовлям Ісусом, після 1725 року
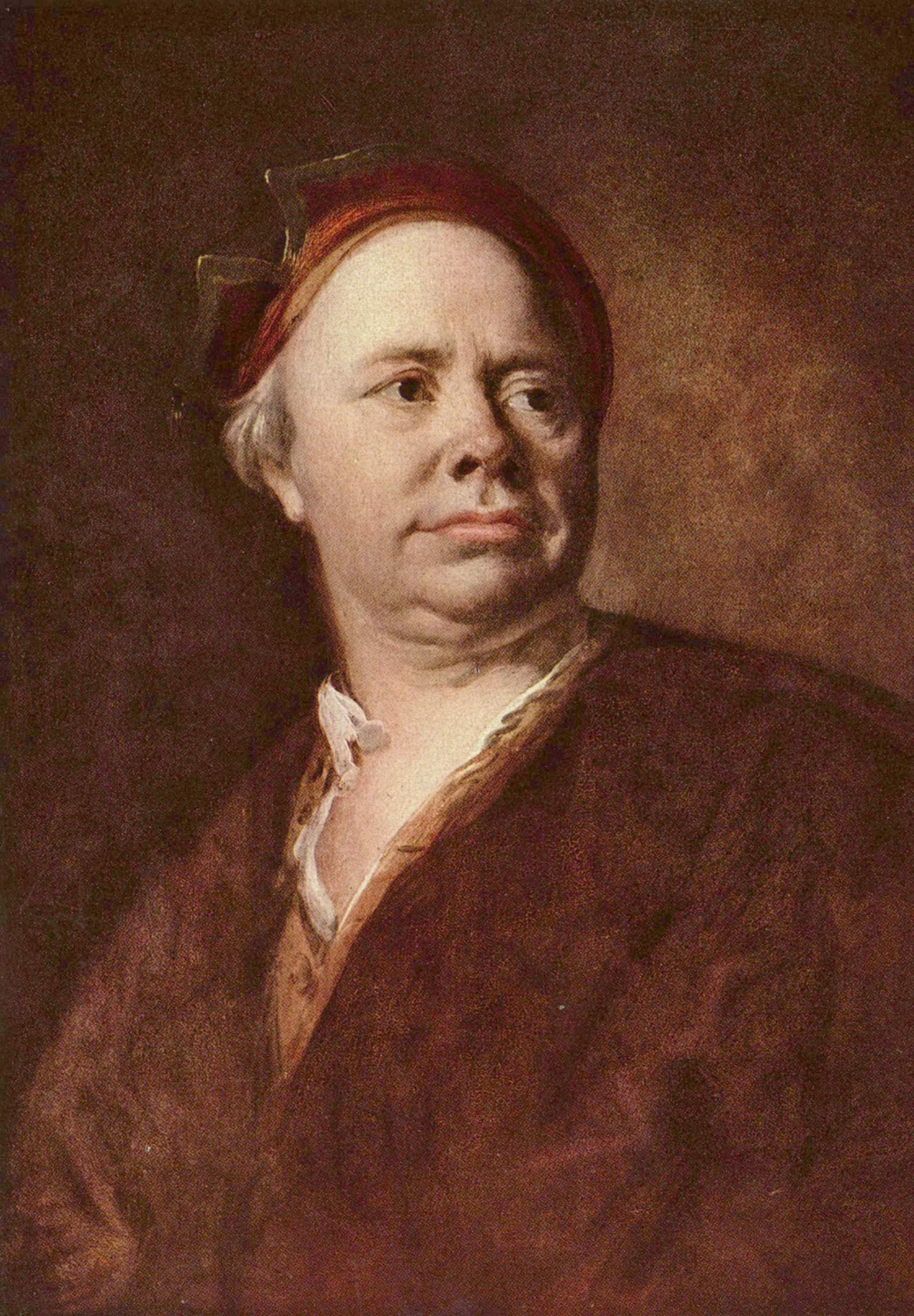
Чоловічий портрет, після 1725 року
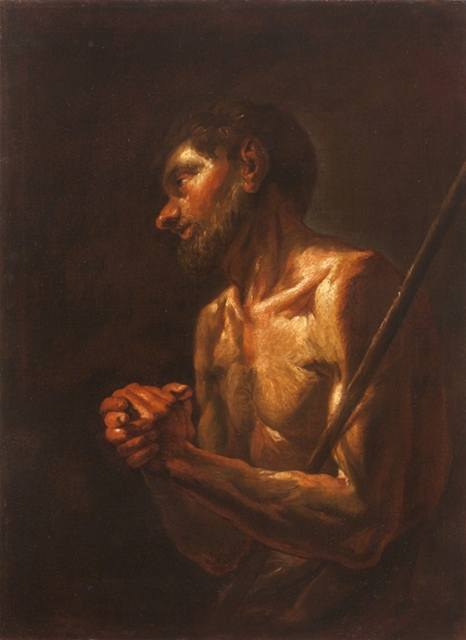
Бідняк, бл. 1730 року
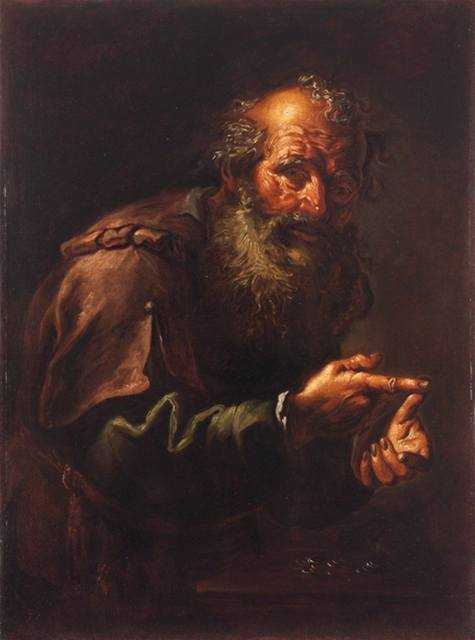
Багатій, бл. 1730 року
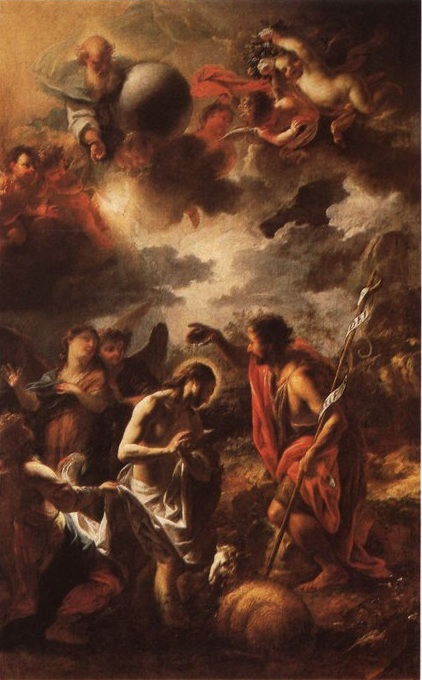
Хрещення Ісуса Христа
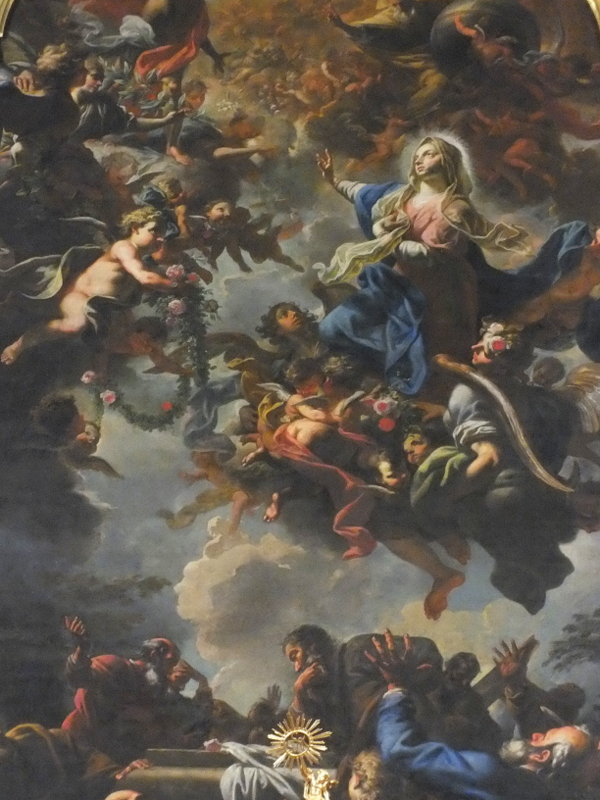
Вознесіння Діви Марії